# Bradford & Bingley
Bradford & Bingley PLC – brytyjski bank z siedzibą w mieście West Yorkshire Bingley.
Bank został utworzony w grudniu 2000 r. przez demutualizację Bradford & Bingley Building Society, w wyniku głosowania członków towarzystwa, którzy zamienili ich nominalny udział na co najmniej 250 akcji nowo powstałego banku.
W 2008 r., częściowo z powodu kryzysu kredytowego, bank został znacjonalizowany, a w efekcie podzielony na dwie części; część hipoteczna pozostaje obecnie publiczną własnością Bradford & Bingley plc, a depozyty i sieć oddziałów (i licencja na używanie nazwy B & B dla tych aspektów) zostały sprzedane do Abbey National, w posiadaniu hiszpańskiej Grupy Santander. 
Od 11 stycznia 2010 roku sieć oddziałów została przemianowana na Santander i nazwa Bradford & Bingley odnosi się obecnie jedynie do części znacjonalizowanego banku.